# Master of Surgery
| I principi e la pratica della chirurgia, abbracciano la chirurgia minore e operativa, con un indice bibliografico di chirurghi scrittori americani dall'anno 1783 al 1860, a disposizione per gli studenti |                                                                 |
| Autori | Smith, Henry H. (Henry Hollingsworth) 1815-1890                 |
| Soggetti | Procedure chirurgiche, Procedure chirurgiche operative e minori |
| Editore | Filadelfia: J.B. Lippincott & Co.                               |
| Biblioteca | U.S. National Library of Medicine                               |

Il Master of Surgery (Italiano: Maestro della chirurgia, Latino: Magister Chirurgiae) è una qualifica avanzata in chirurgia. A seconda del grado, può essere abbreviato ChM, MCh, MChir o MS. In una scuola di medicina tipica il programma dura tra due e tre anni. Il possesso di una laurea in medicina è un prerequisito. Il ChM può essere assegnato per la competenza clinica e accademica o per le competenze accademiche. I regolamenti possono chiedere esperienza chirurgica e un argomento di tesi anche non prettamente medico.

## Storia
I Masters of Surgery, o ChM, sono una qualifica avanzata in medicina chirurgica, fondata in Gran Bretagna a metà del XIX secolo. La qualifica fu stata creata per essere assegnata come livello superiore alla Laurea in Medicina e Chirurgia (di solito ChB).
Molte università hanno smesso di tenere esami scritti e clinici per il ChM e si sono concentrate esclusivamente sulla tesi e sull'esame orale. Solo Oxford e Cambridge hanno ancora un esame ("prima parte") prima della presentazione della tesi e dell'esame orale sullo stesso per i gradi che abbreviano rispettivamente MCh e MChir.
Molte università hanno smesso di offrire il premio ChM quando è diventato comune per i chirurghi del tirocinante prendere l'esame FRCS (Fellowship of the Royal Colleges of Surgeons) di uno o altri Royal College of Surgeons in scienze di base e soggetti clinici.

## La ChM Oggi
In seguito al successo del suo MSc in Surgical Sciences, la Scuola di Medicina dell'Università di Edimburgo ha ristabilito il premio ChM nel 2011, come laurea a distanza online, in collaborazione con il Royal College di Chirurghi di Edimburgo. L'obiettivo del ChM era di preparare i chirurghi tirocinanti avanzati per il loro esame FRCS, ripristinando così lo scopo del grado ChM e allineandolo con il curriculum dell'ISCP. Il ChM combina quindi lo sviluppo accademico e professionale del chirurgo che si avvicina alla consulenza indipendente. Il ChM consolida l'applicazione di conoscenze chirurgiche specialistiche in qualsiasi contesto clinico ed è rilevante per la pratica chirurgica indipendente in qualsiasi parte del mondo. L'apprendimento a distanza online del ChM utilizza l'apprendimento basato sui casi e sui problemi e combina componenti accademici e di ricerca. Ogni corso di laurea ChM porta 120 crediti accademici che vengono insegnati presso SCQF (Struttura di credito e qualifiche scozzesi) post-laurea, livello 12. L'Università di Edimburgo e il Royal College of Surgeons di Edimburgo offrono attualmente lauree ChM in 5 specialità (Chirurgia generale, Chirurgia vascolare ed endovascolare, Urologia, Oftalmologia clinica, Chirurgia d'urgenza e Chirurgia ortopedica).